# Coalition nationale de la société civile pour la paix et la lutte contre la prolifération des armes légères
La Coalition nationale de la société civile pour la paix et la lutte contre la prolifération des armes légères (CONASCIPAL-Mali) est une fédération d’associations maliennes créée en mars 1999. Son objectif est de mobiliser la société civile, de servir de cadre de dialogue et de concertation pour l'information et l'éducation des communautés et de contribuer à la prévention et à la gestion des conflits et à la mise en œuvre du moratoire sur les armes légères dans l'espace CEDEAO.
La coalition regroupe 17 organisations non gouvernementales et association de la société civile dont:
- Les familles fondatrices de Bamako,
- Les griots du Mali,
- L’Association des commerçants détaillants,
- Les femmes des anciens combattants, les veuves et victimes de guerre.

La coalition est présidée par Mariam Djibrila Maïga.
Source :
- Maliba.com
- Agence panafricaine d’information